# Herri Batasuna
Herri Batasuna (Unitat Popular en èuscar) fou una coalició política, braç polític de l'anomenat Moviment d'Alliberament Nacional Basc (MANB), que més tard canvià el seu nom pel d'Euskal Herritarrok (EH) i Batasuna (B).
Es definia com d'esquerra abertzale ("patriota", en euskara) i cercava els objectius de la independència, la reunificació i el socialisme per a Euskal Herria.

## Orígens
El 24 d'octubre de 1977 es creà la Mesa d'Altsasu, que va ser l'antecessora directa d'Herri Batasuna.
Es va formar el 1978 per la confluència de diversos sectors:
- Eusko Abertzale Ekintza (Acció Nacionalista Basca, EAE-ANB), partit polític abertzale i aconfessional fundat el 1922.
- Euskal Sozialista Biltzarrea (ESB), d'Iñaki Aldekoa i Patxi Zabaleta.
- Herri Alderdi Sozialista Iraultzailea (Partit Socialista Popular Revolucionari, HASI), partit socialista, dissolt el 1992 dins KAS, al qual pertanyien dirigents com Santiago Brouard o Txomin Ziluaga.
- Langile Abertzaleen Iraultzarako Alderdia (LAIA)
- Personalitats de l'esquerra i l'independentisme basc com Jon Idigoras, Pedro Solabarria, l'exdirigent del PNB en temps de la guerra Telesforo de Monzón, Santiago Brouard, el futbolista José Angel Iríbar, José Luis Elkoro, Iñaki Esnaola, o els militants processats al Procés de Burgos com Jokin Gorostidi o Itziar Aizpurua
- Militants destacats i bona part de la militància de base de l'organització Euskadiko Ezkerra com Francisco Letamendia
- Dirigents del sindicat Langile Abertzaleen Batzordeak (Comissió Obrera Nacionalista, LAB) sindicat assembleari fundat el 1975. Com José Luis Cereceda o Rafael Díez Usabiaga.

Originalment estava regida per una Mesa Nacional de 31 membres independents, llevat sis d'EAE-ANV, i d'ells 12 fan una executiva.2019
El 1982 es formà Herri Batasuna a partir de la coalició electoral presentada a Altsasu el 27 d'abril de 1978.

## Característiques
El seu programa polític defensava l'Alternativa KAS per assolir un escenari de pau que permetés la independència d'Euskal Herria. Rebutjà la Constitució espanyola de 1978, i l'estatut d'autonomia de la comunitat autonòmica basca. Igualment, rebutjaren la permanència a l'OTAN en el referèndum de 1986, posició que conicidí amb la majoria de la població basca. S'oposaren igualment a la construcció de la central nuclear de Lemoiz.
En no reconèixer els parlaments autonòmics, seguiren una pràctica abstencionista en aquests, igual que en el congrés de l'estat, on només assistiren per a reclamar una negociació política al govern i per rebutjar el tractat de Maastricht. Sí que exerciren la representació als ajuntaments, basant la seva pràctica política en l'àmbit municipal.

## Història
Herri Batasuna es va inscriure oficialment el 27 d'abril del 1978 com a resultat de la convocatòria de la Mesa de Alsasua l'agost del 1977 per simpatitzants del moviment sorgit durant els 20 anys d'existència d'ETA, d'esquerra i abertzales, amb la finalitat de presentar-se amb veu pròpia a les eleccions. Nomenaren una Junta de Suport de 10 persones, tres per herrialde (una per Navarra): per Àlaba, Xabin Añua, Xabier Palacios i Xabier Sánchez Erauskin; per Biscaia, Jon Idígoras, José Angel Iríbar (futbolista de l'Atlètic de Bilbao) i Francisco Letamendia Ortzi; per Guipúscoa, Telesforo de Monzón (ex-PNB), José Luis Elkoro (Moviment d'Alcaldes), i Jokin Gorostidi (un dels encausats en el Procés de Burgos); i per Nafarroa, Patxi Zabaleta. Reberen suport de LAB, LAK, LAIA, HASI i EGAM, de manera que aglutinarà el Moviment d'Alliberament Nacional Basc. També se li uniria l'ANV, davant la qual cosa Jesús María de Leizaola expulsà del govern provisional Gonzalo Nárdiz.
El 4 de febrer de 1981 el rei Joan Carles va fer una visita al parlament basc. Aquella visita va reflectir moltes de les tensions presents a la societat espanyola. Al ple de la cambra basca no hi faltava ningú, ni tan sols els diputats d'Herri Batasuna, que tenien per costum no anar a la cambra basca. El rei es va dirigir al parlament basc i, tot just en començar, els parlamentaris d'Herri Batasuna es van aixecar i van començar a cantar l'Eusko gudariak. Davant la tensió, els diputats de tots els altres partits es van aixecar i es van posar a aplaudir el discurs del rei, fins que les forces de l'ordre van expulsar els parlamentaris d'Herri Batasuna.
HB fou des del seu començament objectiu dels diversos grups d'extrema dreta i parapolicials espanyols: El 28 de setembre de 1979 Tomás Alba Irazusta, regidor a Sant Sebastià d'Herri Batasuna fou assassinat pel grup parapolicial Batallón Vasco-Español (BVE). El 20 de novembre de 1984 Santiago Brouard fou assassinat per dos membres dels Grupos Antiterroristas de Liberación (GAL) en la seva consulta pediàtrica de Bilbao. El 20 de novembre de 1989 Josu Muguruza, parlamentari electe d'Herri Batasuna al Congrés dels Diputats de Madrid, fou assassinat en un atemptat parapolicial en el qual també fou greument ferit Iñaki Esnaola. En 1989 es van enviar cartes-bomba a dirigents de HB com Patxi Erdozain i Ildefonso Salazar. En 1993 morí en les dependències de la Guàrdia Civil, després d'un interrogatori, Gurutze Iantzi, regidora d'Herri Batasuna a la localitat d'Urnieta.
Posteriorment es feu pública l'existència de diverses trames de "Terrorisme d'Estat", que varen dur a ser condemnats a penes de presó a diversos alts dirigents dels governs del PSOE, com el ministre de l'Interior José Barrionuevo, el Secretari d'estat de Seguretat Rafael Vera o el Delegat del Govern a Guipúscoa, a més de càrrecs policials i militars com el Comandant Enrique Rodríguez Galindo.
Herri Batasuna obtingué al llarg de la seva història el suport d'entre un 15% i un 18% dels electors bascos, desenes de diputats als parlaments de la Comunitat Autonòmica Basca i Navarra, desenes d'alcaldies de localitats com Laudio, Arrasate, Hernani, Etxarri, o Ondarroa, entre d'altres, i centenars de regidors. En les Eleccions Europees de 1987, va treure 367.000 vots a tot l'Estat (280.000 vots al País Basc). Més de 40.000 als Països Catalans.
En 1997, van ser detinguts 23 membres de la Mesa Nacional per "col·laboració amb banda armada", per haver difós un vídeo de presentació de l'anomenada Alternativa Democràtica per a Euskal Herria d'Euskadi Ta Askatasuna, foren empresonats fins que la sentència va ser anul·lada posteriorment pel Tribunal Constitucional espanyol.
Herri Batasuna es dissolgué per donar pas a la coalició Euskal Herritarrok l'any 1998. Més tard es crearia el Partit Batasuna que seria il·legalitzat el 2003 a l'Estat espanyol, malgrat que segueix sent legal al País Basc sota administració francesa (Iparralde), on participa en les llistes conjuntes abertzales d'Euskal Herria Bai, conjuntament amb Abertzaleen Batasuna (AB) i Eusko Alkartasuna (EA). L'independentisme basc va impulsar o recolzar aleshores noves candidatures com el Partit Comunista de les Terres Basques (EHAK), Acció Nacionalista Basca o Demokrazia 3 Milioi.

## Resultats electorals

### Parlament Basc
| Any  | Líder            | Vots                      | %                         | Diputats | +/- | Pos. |
| ---- | ---------------- | ------------------------- | ------------------------- | -------- | --- | ---- |
| 1980 | Telesforo Monzón | 151.636                   | 16,55                     | 11 / 60  | Nou | 2n   |
| 1984 |                  | 157.389                   | 14,65                     | 11 / 75  | =   | 3r   |
| 1986 | Iñaki Esnaola    | 199.900                   | 17,47                     | 13 / 75  | 2   | 3r   |
| 1990 | Iñaki Esnaola    | 186.410                   | 18,33                     | 13 / 75  | =   | 3r   |
| 1994 | Karmelo Landa    | 166.147                   | 16,29                     | 11 / 75  | 2   | 3r   |
| 1998 | Arnaldo Otegi    | Dins d'Euskal Herritarrok | Dins d'Euskal Herritarrok | 14 / 75  | 3   | 3r   |
| 2001 | Arnaldo Otegi    | Dins d'Euskal Herritarrok | Dins d'Euskal Herritarrok | 7 / 75   | 7   | 4t   |

### Juntes Generals del País Basc
| Any  | Vots                      | %                         | Diputats | +/- | Pos. |
| ---- | ------------------------- | ------------------------- | -------- | --- | ---- |
| 1979 | 169.653                   | 20,48                     | 38 / 228 | Nou | 2n   |
| 1983 | 142.481                   | 14,32                     | 20 / 153 | 18  | 3r   |
| 1987 | 207.382                   | 19,40                     | 32 / 153 | 12  | 2n   |
| 1991 | 172.844                   | 17,57                     | 27 / 153 | 5   | 3r   |
| 1995 | 160.552                   | 14,70                     | 20 / 153 | 7   | 2n   |
| 1999 | Dins d'Euskal Herritarrok | Dins d'Euskal Herritarrok | 29 / 153 | 9   | 2n   |

### Parlament de Navarra
| Any  | Líder            | Vots                      | %                         | Diputats | +/- | Pos. |
| ---- | ---------------- | ------------------------- | ------------------------- | -------- | --- | ---- |
| 1979 | Ángel García     | 28.244                    | 12,11                     | 9 / 70   | Nou | 4t   |
| 1983 | Iñaki Aldekoa    | 28.055                    | 10,62                     | 6 / 50   | 3   | 4t   |
| 1987 | Iñaki Aldekoa    | 38.138                    | 13,68                     | 7 / 50   | 1   | 3r   |
| 1991 | Patxi Zabaleta   | 30.762                    | 11,20                     | 6 / 50   | 1   | 3r   |
| 1995 | Patxi Zabaleta   | 27.404                    | 9,43                      | 5 / 50   | 1   | 5è   |
| 1999 | Pernando Barrena | Dins d'Euskal Herritarrok | Dins d'Euskal Herritarrok | 8 / 50   | 3   | 3r   |

### Eleccions municipals
| Any  | Vots                      | %                         | Regidors    |
| ---- | ------------------------- | ------------------------- | ----------- |
| 1979 | 165.000                   | 1,0                       | 260 / 8.223 |
| 1983 | 158.000                   | 0,8                       | 385 / 8.199 |
| 1987 | 239.010                   | 1,23                      | 669 / 8.186 |
| 1991 | 199.090                   | 1,06                      | 701 / 8.328 |
| 1995 | 184.742                   | 0,83                      | 621 / 8.426 |
| 1999 | Dins d'Euskal Herritarrok | Dins d'Euskal Herritarrok | 890 / 8.497 |

### Corts Generals
| Any  | Vots                | %                   | Diputats            | Senadors            |
| ---- | ------------------- | ------------------- | ------------------- | ------------------- |
| 1979 | 172.110             | 0,96                | 3 / 350             | 1 / 208             |
| 1982 | 210.601             | 1,0                 | 2 / 350             | 0 / 208             |
| 1986 | 231.722             | 1,15                | 5 / 350             | 1 / 208             |
| 1989 | 217.278             | 1,06                | 4 / 350             | 3 / 208             |
| 1993 | 206.876             | 0,88                | 2 / 350             | 0 / 208             |
| 1996 | 181.304             | 0,72                | 2 / 350             | 0 / 208             |
| 2000 | Demanen l'abstenció | Demanen l'abstenció | Demanen l'abstenció | Demanen l'abstenció |

### Parlament Europeu
| Any  | Líder            | Vots                      | %                         | Diputats | +/- |
| ---- | ---------------- | ------------------------- | ------------------------- | -------- | --- |
| 1987 | Txema Montero    | 360.952                   | 1,87                      | 1 / 60   | Nou |
| 1989 | Txema Montero    | 269.094                   | 1,70                      | 1 / 60   | =   |
| 1994 | -                | 180.324                   | 0,97                      | 0 / 64   | 1   |
| 1999 | Koldo Gorostiaga | Dins d'Euskal Herritarrok | Dins d'Euskal Herritarrok | 1 / 64   | 1   |

(Fonts: Ministeri de l'Interior i Govern Basc)